# Melanaspis phenax
Melanaspis phenax är en insektsart som först beskrevs av Cockerell 1901.  Melanaspis phenax ingår i släktet Melanaspis och familjen pansarsköldlöss. Inga underarter finns listade i Catalogue of Life.